# Estádio Mário Celso Petraglia
O Estádio Mário Celso Petraglia, mais conhecido como Arena da Baixada (anteriormente chamado de Estádio Joaquim Américo Guimarães), é a Arena do Club Athletico Paranaense, localizada em Curitiba, capital do estado do Paraná, Brasil. Atualmente, é o maior estádio de futebol do estado, com capacidade para 42.372 espectadores. Destaca-se também por ter sido a primeira Arena, entre as utilizadas em competições da CBF, a ser homologada para o uso de gramado sintético. Além disso, foi o primeiro da América Latina a contar com teto retrátil e o pioneiro no Brasil a adotar o modelo de naming rights.

## História
A história do estádio do Athletico teve início no começo do século XX, quando Joaquim Américo Guimarães — então presidente do Internacional Foot-Ball Club (entidade que daria origem ao Clube Athletico Paranaense) — liderou a construção da "Baixada da Água Verde" alugando a chácara da família Hauer em meados de 1912. Pouco mais de uma década depois, com a fundação do Athletico em 1924, o clube herdou o patrimônio.

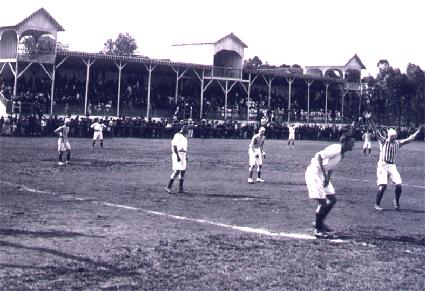
Estádio já existia antes mesmo da criação do Clube Atlético Paranaense

Em 1933, o estádio passou oficialmente à propriedade do Athletico, sendo nomeado, no ano seguinte, como Joaquim Américo Guimarães, em tributo ao fundador do Internacional.
A primeira grande reforma do estádio ocorreu entre 1937 a 1939, com a construção das arquibancadas de concreto cobertas. Somente em 1967 foi realizada nova intervenção, que incluiu a ampliação das arquibancadas, a instalação de alambrados e a construção de vestiários. O sistema de iluminação só foi implantado na década de 1980. A partir de então, o estádio passou por melhorias pontuais, mas foi apenas em dezembro de 1997, já sob a gestão do atual presidente Mario Celso Petraglia, que o Athletico deu início à construção do que se tornaria a primeira arena moderna do futebol brasileiro.

### Primeiras reformas e modernizações
A construção da primeira fase da nova Arena durou um ano, seis meses e vinte dias. O projeto arquitetônico conceitual foi assinado pelo arquiteto Júlio Neves, enquanto o projeto executivo ficou a cargo do arquiteto Luiz Volpato. As obras tiveram início em 1º de dezembro de 1997 e foram concluídas em 20 de junho de 1999, com um custo aproximado de 30 milhões de dólares.

Assim, o Estádio Joaquim Américo Guimarães, em sua nova fase como Arena da Baixada, foi oficialmente inaugurado em 24 de junho de 1999, com a vitória do Athletico Paranaense por 2 a 1 sobre o Cerro Porteño em um jogo amistoso. O primeiro gol desta nova era foi marcado pelo atacante Lucas.

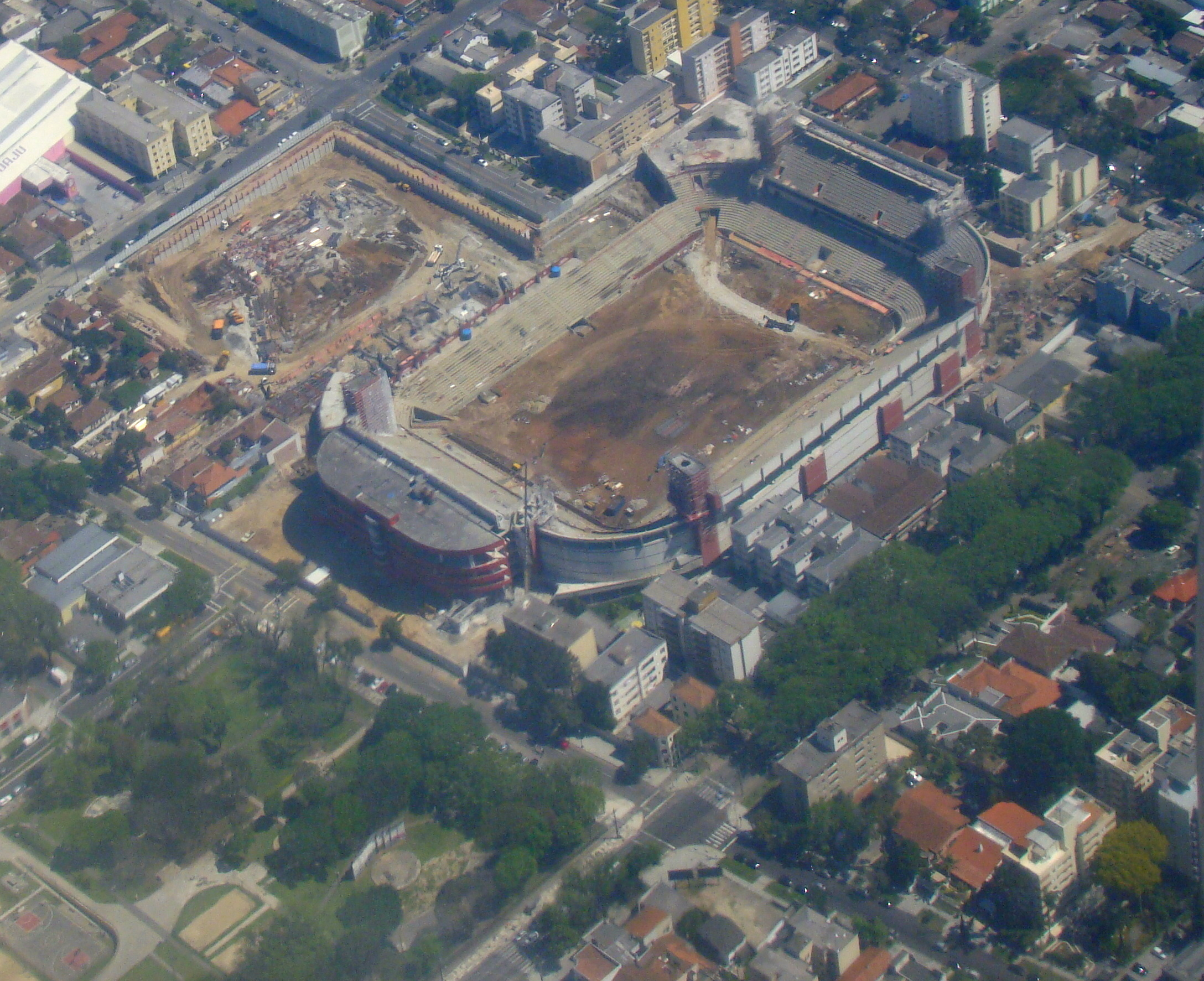
Vista aérea das obras em outubro de 2012.

Desde sua reinauguração em 1999, a Arena da Baixada foi reconhecida como o estádio mais moderno da América Latina (o conceito de arena era algo absolutamente novo). 
Entre seus diferenciais à época estavam o estacionamento interno, elevadores panorâmicos, camarotes, restaurante com vista para o gramado, cerca de 70 lojas, gramado com tecnologia de ponta e aproximadamente 28 mil assentos totalmente cobertos. Um dos destaques do projeto era a proximidade entre o público e o campo de jogo: apenas 8 metros separavam a arquibancada do gramado.

### Setor Brasílio Itiberê
Quando foi reconstruído em 1999, o estádio não pôde seguir integralmente o projeto original, uma vez que a área destinada à reta voltada para a Rua Brasílio Itiberê estava ocupada por uma escola. Após anos de disputa judicial e da efetiva transferência da instituição de ensino para outro endereço, o clube finalmente pôde dar continuidade à finalização do projeto, agora com novas linhas e elementos arquitetônicos.
No dia 24 de junho de 2009 — data que marcou os 50 anos da primeira partida de um clube paranaense em uma competição nacional (Hercílio Luz 1 x 2 Athletico Paranaense) — foi inaugurado o setor Brasílio Itiberê, concluindo a primeira fase do projeto original. 

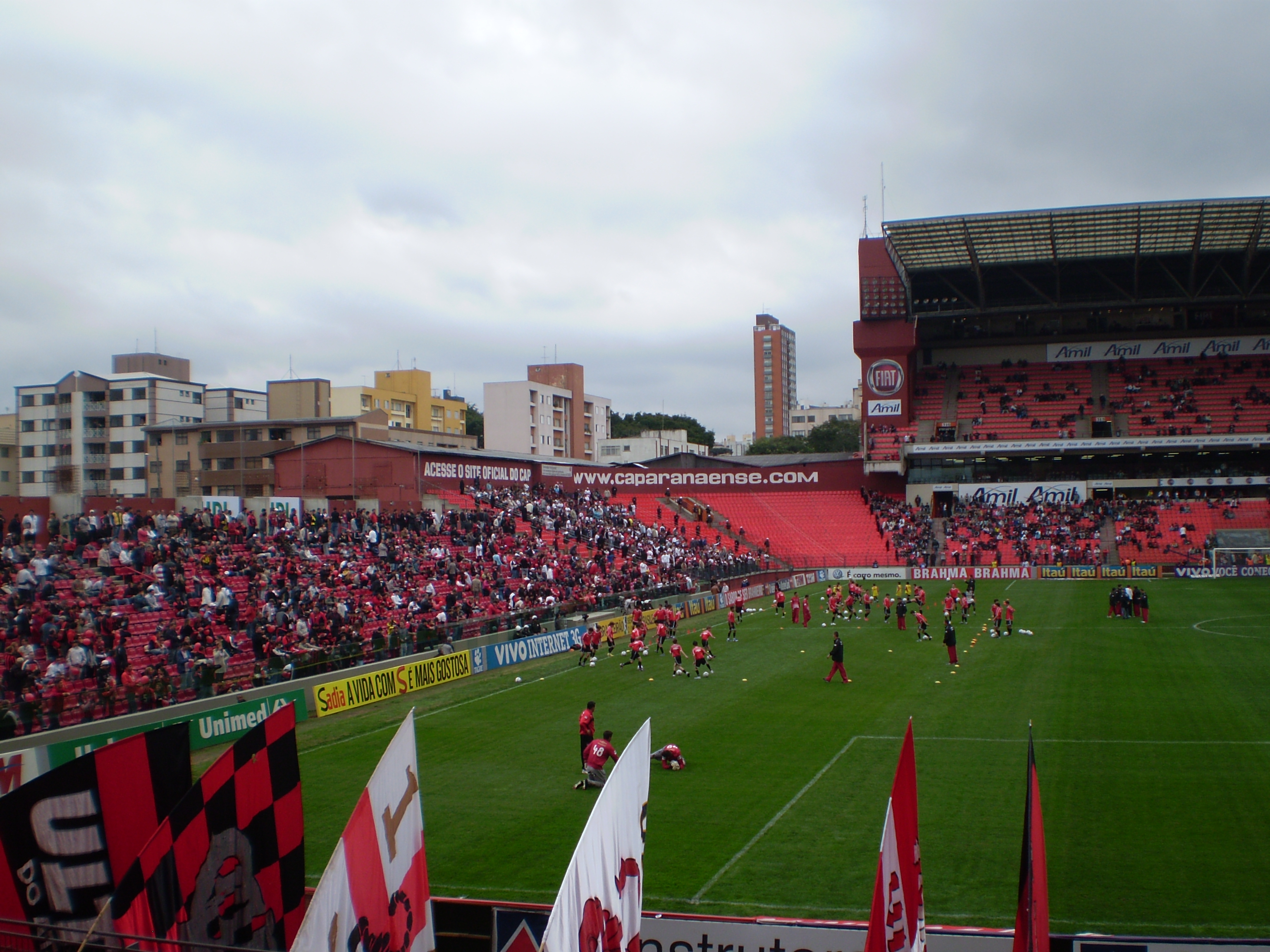
Imagem do novo setor Brasílio Itiberê.

Com estruturas em concreto pré-moldado e assentos personalizados, o novo setor completou o primeiro anel do estádio, acrescentando 4.700 lugares à capacidade total. A estreia oficial do novo setor ocorreu no confronto entre Athletico e São Paulo, pelo Campeonato Brasileiro de 2009, com vitória rubro-negra por 1 a 0. 

### Conclusão do estádio

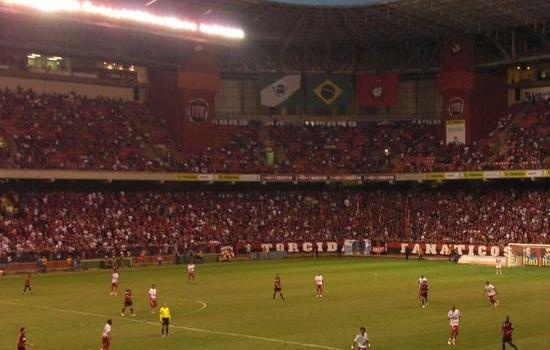
Jogo disputado na Arena da Baixada em 2008.

Após o encerramento do Campeonato Brasileiro de 2011, com vitória por 1 a 0 sobre o Coritiba, o Athletico fechou a Arena para jogos, dando início às obras de conclusão e ampliação do estádio, realizadas entre 2012 e maio de 2014. O objetivo era adequar a estrutura para sediar partidas da Copa do Mundo de 2014.
No dia 29 de março de 2014, data do aniversário da cidade de Curitiba, ocorreu o primeiro jogo na nova fase da Arena, um amistoso entre Athletico e J. Malucelli que terminou empatado em 0 a 0. O evento, promovido pelo próprio clube, teve caráter de teste e contou com público reduzido de 10 mil pagantes, uma vez que vários setores ainda estavam em fase final de construção.
A inauguração oficial, a pedido da FIFA, aconteceu em 14 de maio de 2014, com um amistoso entre Athletico e Corinthians. O clube paulista venceu por 2 a 1, sendo o primeiro gol da nova arena marcado pelo atacante rubro-negro Marcelo Cirino, aos 13 minutos do primeiro tempo. Na ocasião, cerca de 30 mil torcedores acompanharam a partida, já que a instalação total das cadeiras ainda não havia sido concluída.

Por sua vez, durante a Copa do Mundo de 2014, a Arena da Baixada recebeu quatro partidas da fase de grupos: Irã 0 x 0 Nigéria, Honduras 1 x 2 Equador, Austrália 0 x 3 Espanha e Argélia 1 x 1 Rússia.

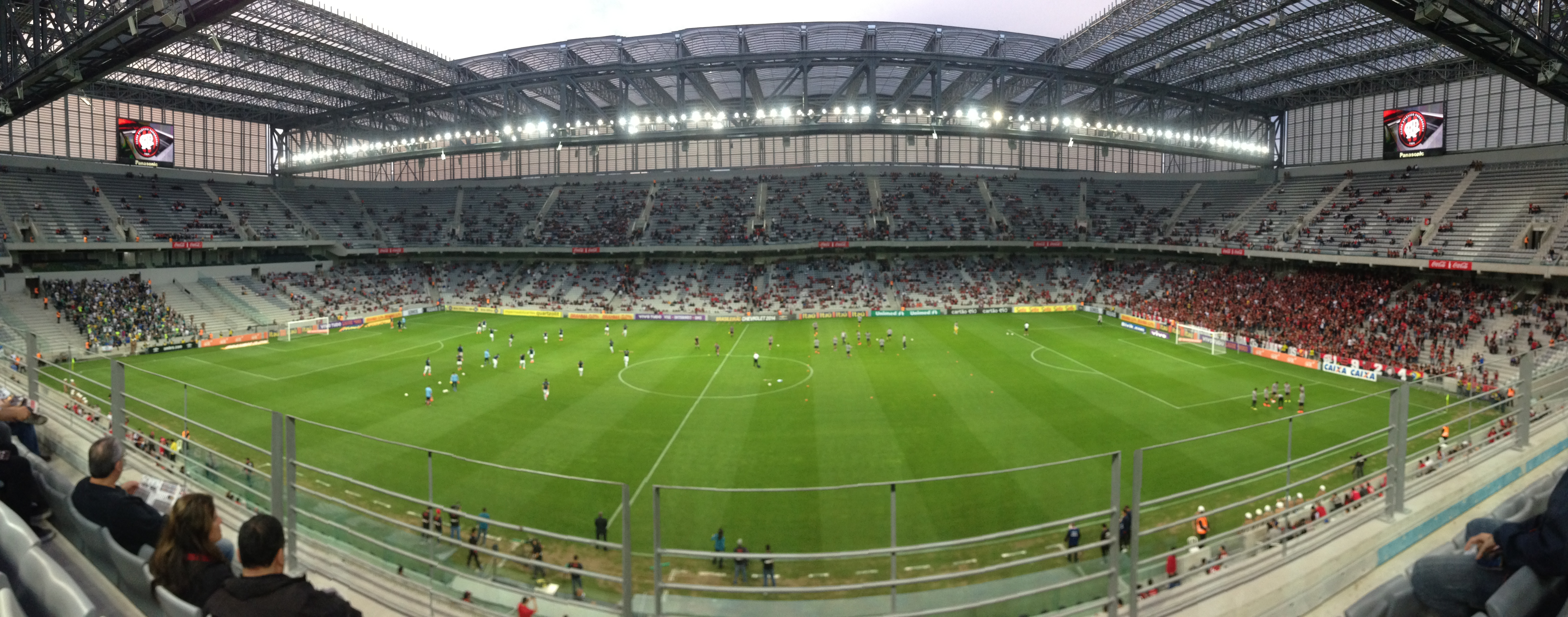
Foto panorâmica de jogo disputado na Arena da Baixada em 2014

### Grama sintética e teto retrátil
Em março de 2015, após cinco meses de obras, o Clube Atlético Paranaense concluiu a instalação do teto retrátil da Arena da Baixada — o primeiro do tipo em um estádio de futebol na América Latina e no Hemisfério Sul. Com dois módulos que operam de forma independente ou conjunta, o sistema permite diferentes níveis de abertura, sendo totalmente acionado em cerca de 25 minutos. 
No ano seguinte, em fevereiro de 2016, o clube inovou novamente ao adotar gramado sintético com certificação FIFA Pro, destacando-se pelo sistema de enchimento GEOFILL, feito com fibras vegetais. As duas inovações reforçaram a vocação multiuso da Arena, elevando seu padrão técnico e estrutural.
Mas nem tudo foi tão fácil assim. A exigência da FIFA em utilizar o padrão de grama da entidade para a Copa de 2014 obrigou o Furacão a gastar um alto valor com as despesas para deixar o gramado em perfeitas condições de uso. Sem a luz natural para atingir todo o gramado, a solução rubro-negra foi comprar uma máquina de iluminação artificial.
Por conta das altas despesas que a agremiação teve para fazer o gramado ficar em perfeitas condições, o Athletico resolveu analisar com mais cuidado as instalações do gramado. Com um rio passando embaixo, o gramado do Joaquim Américo sempre foi problemático: o sol só batia em uma parte do campo. A instalação de um teto retrátil não havia resolvido a questão.
Após alguns estudos, o clube chegou a conclusão que o formato do estádio, as condições do solo e mesmo o clima mais frio e úmido de Curitiba não propiciavam o correto crescimento do gramado. Assim, para aplacar as críticas e melhorar as condições da sua casa, o Atlético instalou a grama artificial. Além disso, por ser mais resistente, a grama sintética possui maiores condições de ser usada em outros tipos de eventos, como shows, por exemplo.

### Arena multiuso
Após sua inauguração, a arena dedicou seu primeiro ano de uso quase que exclusivamente a jogos de futebol e pequenos eventos corporativos. No entanto, o espaço já demonstrava sua versatilidade em dezembro de 2014, ao sediar o maior casamento coletivo da cidade (evento realizado até hoje no estádio), com a união de 800 casais. A consolidação como palco para grandes espetáculos veio em 17 de setembro de 2015, quando o compositor britânico Rod Stewart se apresentou para um público de aproximadamente 35 mil pessoas. Já em dezembro do mesmo ano, foi a vez do Festival Loop 360º com Fernando e Sorocaba.
Outro marco histórico ocorreu em 15 de maio de 2016, com a realização do UFC 198. O evento, que contou com estrelas como Fabrício Werdum, Vitor Belfort e Cris Cyborg, atraiu 45.201 espectadores. Foi o primeiro do gênero realizado em um estádio de futebol no Brasil, estabelecendo o recorde de maior público do UFC no país e o terceiro maior na história mundial da organização. Em outubro do mesmo ano, a Arena da Baixada recebeu seu segundo espetáculo internacional de música, com a apresentação do tenor italiano Andrea Bocelli, que trouxe ao público a turnê Cinema World Tour.
Já no ano seguinte, em 2017, entre os dias 4 e 8 de julho, a Arena da Baixada foi palco da fase final da Liga Mundial de Vôlei. Foi a segunda vez que o estádio recebeu uma partida da modalidade — a primeira ocorreu em 2016, quando mais de 33 mil torcedores acompanharam um amistoso entre Brasil e Portugal.
Em 2018, durante a Copa do Mundo da Rússia, a Arena da Baixada foi sede da Arena Nº1 Brahma. Com o objetivo de reunir a torcida e despertar o sentimento de confiança e alegria dos brasileiros, a cerveja Brahma — patrocinadora oficial do evento em 2018 — promoveu experiências marcantes, com diversas atrações voltadas à Torcida Nº1.
Nos anos seguintes, a Arena da Baixada consolidou-se como um dos principais palcos de eventos esportivos e culturais em Curitiba. O estádio seguiu recebendo uma variedade de atrações, entre elas partidas decisivas da Copa do Brasil — com destaque para a final entre Athletico e Internacional — e a final da CONMEBOL Sul-Americana contra o Junior Barranquilla. Também continuou sendo palco de grandes shows internacionais, eventos corporativos e ações promocionais. Sua estrutura moderna e versatilidade reforçaram sua posição como referência nacional em espaços multiuso, reafirmando seu protagonismo no cenário de grandes eventos.
Nos últimos anos, o clube recebeu shows como: Roberto Carlos, evento "80 anos a festa" (Chitãozinho & Xororó e Zezé Di Camargo & Luciano), Fight Music Show, Eric Clapton, Chitãozinho & Xororó e Fábio Jr, Alexandre Pires, Evento "Histórias" (Chitãozinho e Xororó, Leonardo, Zezé di Camargo e Luciano, Victor e Leo, Daniel, e César Menotti e Fabiano), Green Day, Katy Perry, Home Show Experience, Evento "Amigos" (Chitãozinho e Xororó, Leonardo, Zezé Di Camargo e Luciano), Roger Waters, Universo Alegria (Ana Castela, Maiara & Maraisa, Wesley Safadão, Mari Fernandez, Dennis, Menos é Mais, Lennon, MC Ryan SP, Kamisa 10 e Banda Terezo)
Em 2025, o Clube firmou uma parceria estratégica de sete anos com o Grupo 30e, maior companhia brasileira de entretenimento ao vivo, para a realização e gestão de grandes shows na Arena da Baixada. Por meio da 30v, braço especializado em parcerias com venues, o Grupo assumiu a organização da agenda de megashows, fortalecendo o estádio como um espaço valorizado pelo público curitibano.

### Boulevard, Choperia e outros espaços da Arena da Baixada
Após a reforma realizada em 2014 para a Copa do Mundo de Clubes, o clube construiu o Boulevard na Rua Buenos Aires, que passou a servir como palco para pequenas apresentações. Ao longo dos anos foram planejadas a instalação de lojas de alimentação, implementadas conforme a comercialização dos espaços, incluindo uma praça de alimentação com 150 mesas e capacidade para 600 pessoas.
Atualmente, o espaço conta com ocupação comercial próxima de sua capacidade total, atraindo diariamente dezenas de pessoas em busca de conforto, sofisticação e momentos de lazer. O local também se consolidou como um verdadeiro ponto de encontro para os Athleticanos, que, em dias de jogo, reúnem-se nos diversos bares para aproveitar o chope gelado, a boa gastronomia e apresentações musicais, transformando o ambiente em um verdadeiro polo de convivência e celebração rubro-negra.
Em 2024, junto ao Boulevard, a Arena da Baixada inaugurou a Choperia Arena Brahma, localizada na área premium do estádio. Com 1.381 metros quadrados, tornou-se a maior choperia do país com vista para o campo. O espaço reuniu a paixão pelo esporte, a gastronomia de qualidade e o tradicional chope Brahma gelado, em um ambiente temático com referências à história do Athletico e da marca. Com conceito de sports bar, oferecia aos frequentadores a transmissão de diversos eventos esportivos em telões distribuídos pelo local.
Existe ainda o Furacão Tour, passeio realizado na Arena para conhecer o que há de mais moderno e completo em um estádio no Brasil. Atualmente (2025) existem duas formas de conhecer: o Field Walk que é a tradicional visita guiada pela Arena, com duração aproximada de uma hora, que leva o público a conhecer o que há de mais moderno e completo em um estádio no Brasil e o Sky Walk, que oferece uma experiência ainda mais marcante: uma caminhada sobre uma passarela de vidro, localizada a 28 metros de altura, revelando uma nova perspectiva da casa do Furacão. O passeio também dura cerca de uma hora e inclui o acesso ao Field Walk. 
Por fim, o Estádio ainda oferece duas lojas dedicadas exclusivamente a produtos licenciados do Clubes Athletico Paranaense. A primeira fica bem na frente do estádio, na Rua Buenos Aires, servindo como ponto de encontro de muitos Athleticanos. Já a segunda loja, fica localizada no Setor Brasílio Itiberê Superior, dentro do Estádio e pode ser acessado pelos torcedores que ocupam os setores superiores e o Setor VIP da  Arena.

### Estádio Mário Celso Petraglia
Em 26 de fevereiro de 2024, o Conselho Deliberativo do Club Athletico Paranaense aprovou por unanimidade a mudança do nome do estádio, que passou de Joaquim Américo Guimarães para Estádio Mário Celso Petraglia, em homenagem ao presidente em exercício. Ligado ao clube há quase três décadas, Petraglia esteve à frente das maiores conquistas da história rubro-negra, como o Campeonato Brasileiro de 2001, a Copa do Brasil de 2019 e as Copas Sul-Americanas de 2018 e 2021.

### Recordes de público
Após a reconstrução do estádio para a nova arena, com capacidade estimada em mais de 28 mil lugares, o primeiro recorde de público ocorreu em 16 de dezembro de 2001, no jogo de ida da final do Campeonato Brasileiro, entre Athletico e São Caetano, que reuniu 31.700 torcedores. Esse número superou a capacidade oficial da época, já que o estádio ainda contava apenas com arquibancadas de concreto, sem assentos numerados.
Com a reforma para a Copa do Mundo de 2014, a capacidade foi ampliada, e o novo recorde em jogo de futebol foi registrado em 20 de novembro de 2024, quando 42.177 torcedores acompanharam a vitória do Athletico por 2 a 0 sobre o Atlético Goianiense, pela 32ª rodada do Brasileirão.
Por sua vez, o clássico realizado em 28 de junho de 2025 contra o Coritiba, registrou o maior público da história do Atletiba no estádio. Segundo o Grupo Helênicos, o recorde anterior havia sido alcançado em 14 de maio de 2023, durante a 6ª rodada do Campeonato Brasileiro, quando o Athletico venceu o Coritiba por 3 a 2, diante de 30.331 pagantes.
|    | Jogo                                        | Data       | Total  | Pagante |
| -- | ------------------------------------------- | ---------- | ------ | ------- |
| 1  | Athletico 2×0 Atlético-GO                   | 20/11/2024 | 42.177 | 41.573  |
| 2  | Athletico 1×0 Atlético-MG                   | 16/11/2024 | 40.935 | 40.443  |
| 3  | Athletico 1×2 Vitória                       | 02/11/2024 | 40.666 | 40.047  |
| 4  | Athletico 1 (4) × (3) 1 Junior Barranquilla | 12/12/2018 | 40.263 | 39.618  |
| 5  | Athletico 0×1 Coritiba                      | 28/06/2025 | 40.241 | 39.469  |
| 6  | Athletico 1×0 Internacional                 | 11/09/2019 | 39.772 | 38.490  |
| 7  | Athletico 0x1 Flamengo                      | 17/08/2022 | 39.360 | 38.054  |
| 8  | Athletico 1×0 Palmeiras                     | 20/08/2022 | 38.963 | 37.932  |
| 9  | Athletico 1×1 Flamengo                      | 16/06/2024 | 38.641 | 37.598  |
| 10 | Athletico 0x0 Flamengo                      | 12/12/2016 | 38.020 | 35.396  |

Contudo, pode-se dizer que o maior público já registrado dentro da Arena da Baixada foi em 29 de outubro de 2022, durante o "Furacão Fest", um evento organizado pelo próprio clube que permitiu que os torcedores assistissem em telões à grande final da Copa Libertadores da América daquele mesmo ano, em que o Athletico enfrentou o Flamengo-RJ. A grandiosidade do evento foi evidenciada pela presença maciça de 48.400 pessoas, ultrapassando as expectativas previamente estabelecidas.

## Copa do Mundo FIFA de 2014

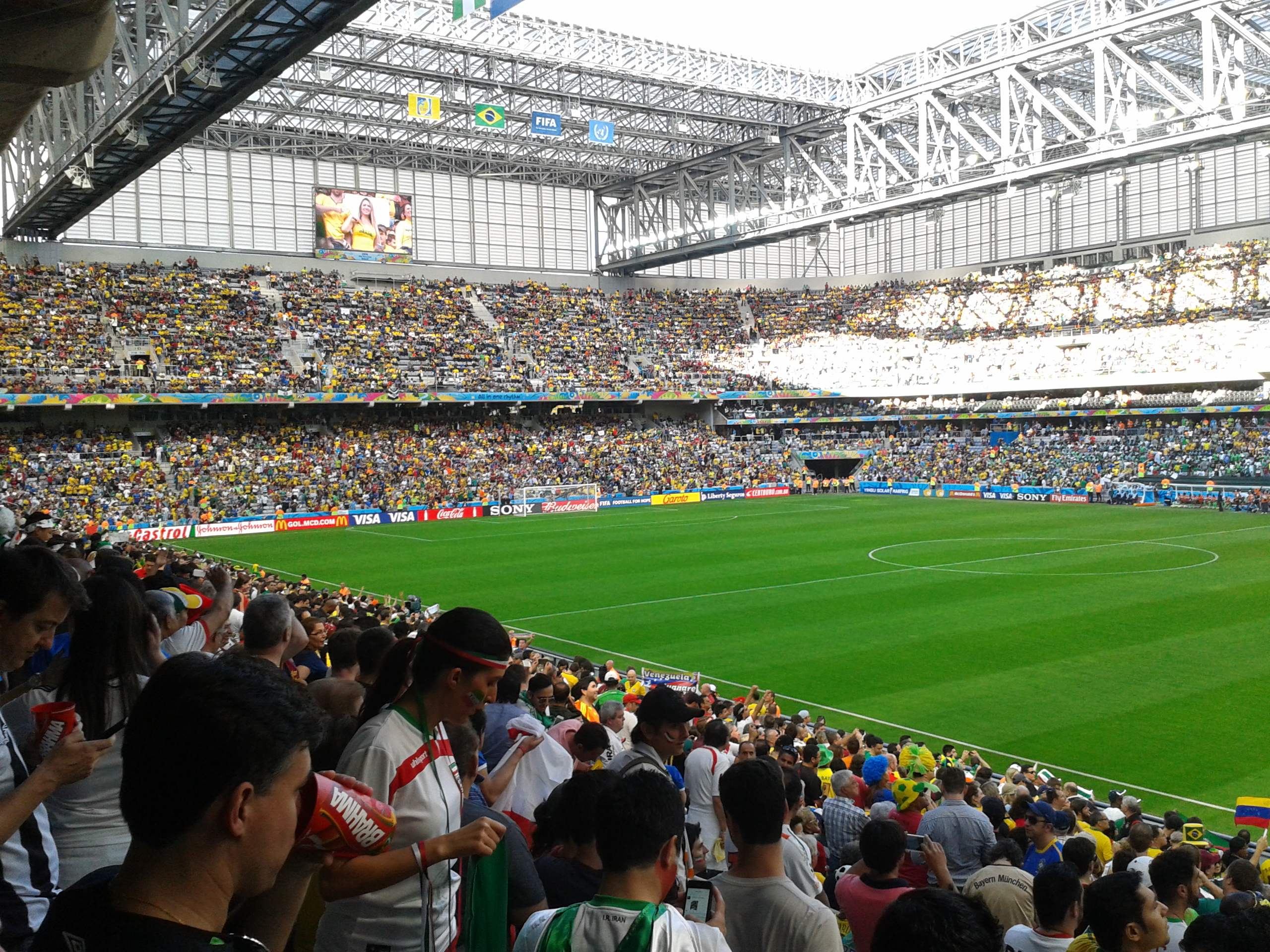
Arena da Baixada durante o jogo Irã e Nigéria pela Copa do Mundo FIFA de 2014

A Arena da Baixada recebeu quatro jogos da Copa do Mundo FIFA de 2014, sendo todos eles jogos da fase inicial:
| Data        | Horário (UTC−3) | Equipe #1 | Placar | Equipe #2 | Grupo   | Público |
| ----------- | --------------- | --------- | ------ | --------- | ------- | ------- |
| 16 de junho | 16:00           | Irã       | 0 – 0  | Nigéria   | Grupo F | 39 081  |
| 20 de junho | 19:00           | Honduras  | 1 – 2  | Equador   | Grupo E | 39 224  |
| 23 de junho | 13:00           | Austrália | 0 – 3  | Espanha   | Grupo B | 39 375  |
| 26 de junho | 17:00           | Argélia   | 1 – 1  | Rússia    | Grupo H | 39 311  |